# Marinus Bernardus Rost van Tonningen

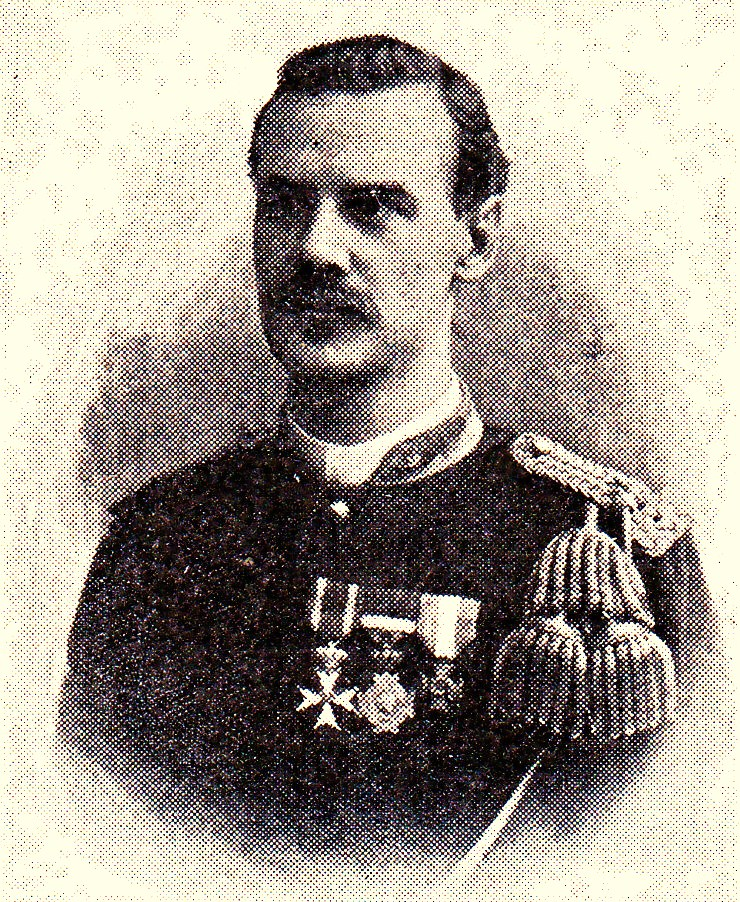
Rost van Tonningen w stopniu majora artylerii

Marinus Bernardus Rost van Tonningen (ur. 24 października 1852 w Paramaribo, zm. 7 stycznia 1927 w Hadze) – generał major Królewskiej Armii Holenderskiej i Królewskiej Armii Holenderskich Indii Wschodnich. 
Jest znany z dowodzenia wojskami holenderskimi podczas holenderskiej interwencji na Bali w 1906 roku. 
Był ojcem Meinouta Marinusa Rosta van Tonningena.